# Água Preta
Água Preta est une municipalité brésilienne située dans l'État du Pernambouc.